# The Year of No Returning
The Year of No Returning је албум објављен 2012. године од Езре Ферман. Након што су три албума објавили она и њен бенд Ezra Furman and the Harpoons, ово је њен први албум који је објављен само под њеним именом. Албум је објављен фебруара 2012. године.

## Списак песама
| №               | Назив                         | Трајање |  |
| 1.              | Dr Jekyll & Mr Hyde           | 03:46   |  |
| 2.              | American Soil                 | 04:33   |  |
| 3.              | Lay in the Sun                | 03:53   |  |
| 4.              | Sinking Slow                  | 04:26   |  |
| 5.              | That's When It Hit Me         | 03:24   |  |
| 6.              | Down                          | 03:54   |  |
| 7.              | Cruel Cruel World             | 03:22   |  |
| 8.              | Are You Gonna Break My Heart? | 02:52   |  |
| 9.              | Bad Man                       | 04:54   |  |
| 10.             | The Queen of Hearts           | 04:56   |  |
| 11.             | Doomed Love Affair            | 02:56   |  |
| 12.             | Forty Days in Kansas          | 04:24   |  |
| Укупно трајање: | Укупно трајање:               | 47:20   |  |